# Roy Jefferson
Roy Lee Jefferson (Texarkana, 9 novembre 1943) è un ex giocatore di football americano statunitense che ha militato nel ruolo di wide receiver nella National Football League (NFL).

## Carriera
Scelto nel secondo giro del Draft NFL 1965, 18º assoluto, Jefferson trascorse le prime cinque stagioni professionistiche con i Pittsburgh Steelers (1965–1969). Nel 1968 guidò la NFL in yard ricevute con 1.074, inoltre le sue 58 ricezioni e gli 11 touchdown furono il secondo risultato della lega quell'anno. Fu inserito nel 1st Team All-Pro da Associated Press (AP), Newspaper Enterprise Association (NEA), New York Daily News e UPI nel 1969. Jefferson concluse quella stagione con 67 ricezioni per 1.079 yard e 9 touchdown, diventando il primo ricevitore degli Steelers con due stagioni da 1.000 yard consecutive. Malgrado l'essere il miglior giocatore dell'attacco della squadra, conflitti con il capo-allenatore Chuck Noll a causa del suo ruolo come rappresentante dei giocatori portarono a un suo scambio con i Baltimore Colts nell'agosto 1970.
Jefferson giocò con i Colts per una sola stagione, contribuendo alla vittoria del Super Bowl V. Concluse quella stagione regolare con 44 ricezioni per 749 yard e 7 touchdown. Ricevette un touchdown da 45 yard da Johnny Unitas nella vittoria dei Colts per 17-0 nei playoff contro i Cincinnati Bengals ed ebbe 3 ricezioni per 52 yard nella vittoria dei Colts per 16-13 sui Dallas Cowboys nel Super Bowl. Jefferson fu scambiato con i Washington Redskins nel 1971 per una scelta del primo giro del 1973. Trascorse sei stagioni con i Redskins sotto la direzione dell'allenatore George Allen, raggiungendo il Super Bowl VII nel 1972, perso contro i Miami Dolphins.
Jefferson fu inserito nel Pittsburgh Steelers Legends team nel 2007 come uno dei migliori 24 giocatori della squadra prima del 1970.

## Palmarès

### Franchigia
- Super Bowl : 1

Baltimore Colts: V
- American Football Conference Championship: 1

Baltimore Colts: 1970
- National Football Conference Championship: 1

Washington Redskins: 1972

### Individuale
- Convocazioni al Pro Bowl: 3

1968, 1969, 1971
- First-team All-Pro: 1

1969
- Second-team All-Pro: 2

1968, 1971
- Leader della NFL in yard ricevute: 1

1968
- 80 Greatest Redskins